# Seznam burgundských vévodů

Znak burgundských vévodů (1430–1482)

Toto je seznam burgundských vévodů. Burgundské vévodství (francouzsky: Duché de Bourgogne) byl útvar existující na východě dnešní Francie v letech 843–1477.
Počínaje Robertem II. Francouzským tento titul drželi Kapetovci, francouzská královská rodina. Král Robert Burgundsko věnoval svému synovi Robertovi, který zde založil vedlejší linii rodu. Když starší větev burgundského rodu vymřela, dědictví získal Jan II. Francouzský a po něm jeho mladší syn Filip. Burgundští vévodové z rodu Valois se stali pro hlavní větev rodu nebezpečnými rivaly. Když burgundská větev rodu Valois vymřela po meči, dědictví zkonfiskoval Ludvík XI. Francouzský. Od té doby už titul nikdy nebyl udělen mladšímu synovi krále.
Dnes tento titul užívají dědicovi rodu Bourbonů.

## Seznam burgundských vévodů

### Bosonidové(880–956)
První markrabě (marchio), později vévoda (dux), burgundský byl Richard z rodu Ardennes, jehož vévodství vzniklo spojením několika území provensálského království, které patřilo jeho bratrovi Bosovi. Richardovi potomci a přiženění příbuzní vládli vévodství až do anektování francouzskou korunou.
- Richard Burgundský (880–921)
- Rudolf Burgundský (921–923)
- Hugo Černý (923–952)
- Gilbert Burgundský (952–956)

### Robertovci(956–1004)
- Ota Burgundský (956–965)
- Odo Jindřich Veliký (965–1002)
- Ota Vilém Burgundský (1002–1004)

### Kapetovci(1004–1032)
V roce 1004 bylo Burgundsko anektování králem z rodu Kapetovců.
- Robert II. Francouzský (1004–1016)
- Jindřich I. Francouzský (1016–1032)

### Burgundská dynastie(1032–1361)
Robert, syn Roberta II. Francouzského, obdržel vévodství jako součást mírových jednání se svým bratrem Jindřichem I.
| Portrét | Jméno                                                    | Narození       | Vévodou od                | Vévodou do               | Smrt                     | Poznámky                                                                         |
| ------- | -------------------------------------------------------- | -------------- | ------------------------- | ------------------------ | ------------------------ | -------------------------------------------------------------------------------- |
|         | Robert I. Burgundský, Starý (Robert Ier le Vieux)        | 1011           | 1032                      | 21. březen 1076          | 21. březen 1076          | Mladší syn Roberta II. Francouzského.                                            |
|         | Hugo I. Burgundský (Hugues Ier)                          | 1057           | 21 March 1076             | 1079                     | 29 August 1093           | Nejstarší syn Jindřicha Burgundského, abdikoval ve prospěch mladšího bratra Oda. |
|         | Odo I. Borel, Rudý (Eudes Ier Borel le Roux)             | 1058           | 1079                      | 23. březen 1103          | 23. březen 1103          | Mladší bratr Huga I.                                                             |
|         | Hugo II. Burgundský (Hugues II)                          | 1084           | 23. březen 1103           | 1143                     | 1143                     | Syn Oda I.                                                                       |
|         | Odo II. Burgundský (Eudes II)                            | 1118           | 1143                      | 27. červen/27. září 1162 | 27. červen/27. září 1162 | Nejstarší syn Huga II.                                                           |
|         | Hugo III. Burgundský (Hugues III)                        | 1142           | 27. červen/27. září 11622 | 25. srpen 1192           | 25. srpen 1192           | Nejstarší syn Oda II.                                                            |
|         | Odo III. Burgundský (Eudes III)                          | 1166           | 25. srpen 1192            | 6. červenec 1218         | 6. červenec 1218         | Nejstarší syn Huga III.                                                          |
|         | Hugo IV. Burgundský (Hugues IV)                          | 9. březen 1213 | 6. červenec 1218          | 27. říjen 1271           | 27. říjen 1271           | Nejstarší syn Oda III.                                                           |
|         | Robert II. Burgundský (Robert II)                        | 1248           | 27. říjen 1271            | 21. březen 1306          | 21. březen 1306          | Nejstarší syn Huga IV.                                                           |
|         | Hugo V. Burgundský (Hugues V)                            | 1282           | 21. březen 1306           | 9. květen 1315           | 9. květen 1315           | Nejstarší syn Roberta II.                                                        |
|         | Odo IV. Burgundský (Eudes IV)                            | 1295           | 9. květen 1315            | 3. duben 1350            | 3. duben 1350            | Mladší bratr Huga V.                                                             |
|         | Filip I. Burgundský, z Rouvres (Philippe Ier de Rouvres) | 1346           | 3. duben 1350             | 21. listopad 1361        | 21. listopad 1361        | Vnuk Oda IV.                                                                     |

### Dynastie Valois(1361–1482)
Jan II. Francouzský se chopil vévodství po smrti Filipa I. Burgundského, posledního kapetovského vévody. Jan poté předal vévodství svému mladšímu synovi Filipovi.
| Portrét | Jméno                                              | Narození          | Vévodou od      | Vévodou do      | Úmrtí           | Poznámky                                       | Znak |
| ------- | -------------------------------------------------- | ----------------- | --------------- | --------------- | --------------- | ---------------------------------------------- | ---- |
|         | Jan II. Francouzský (Jean Ier le Bon)              | 16. duben 1319    | 28. září 1361   | 6. září 1363    | 8. duben 1364   | Nárokoval si vévodství jako příbuzný Filipa I. |      |
|         | Filip II. Burgundský, Smělý (Philippe II le Hardi) | 15. leden 1342    | 6. září 1363    | 27. duben 1404  | 27. duben 1404  | Mladší syn krále Jana II.                      |      |
|         | Jan I. Burgundský, Nebojácný (Jean II sans Peur)   | 28. květen 1371   | 27. duben 1404  | 10. září 1419   | 10. září 1419   | Nejstarší syn Filipa II.                       |      |
|         | Filip III. Dobrý (Philippe III le Bon)             | 31. červenec 1396 | 10. září 1419   | 15. červen 1467 | 15. červen 1467 | Nejstarší syn Jana I.                          |      |
|         | Karel Smělý (Charles Ier le Téméraire)             | 21. listopad 1433 | 15. červen 1467 | 5. leden 1477   | 5. leden 1477   | Nejstarší syn Filipa Dobrého                   |      |
|         | Marie Burgundská, Bohatá                           | 13. únor 1457     | 5. leden 1477   | 27. březen 1482 | 27. březen 1482 | Jediná dcera Karla Smělého                     |      |

### Habsburkové(1482–1700)
V roce 1477 bylo území burgundského vévodství anektováno Francií. Ve stejném roce se Marie Burgundská provdala za Maxmiliána I. Habsburského, čímž Habsburkům poskytla nárok za zbytek burgundského dědictví.
- Maxmilián I. Habsburský (1477–1482 s manželkou; regent 1482–1494)
- Filip I. Kastilský, tituální burgundský vévoda jako Filip IV. (1482–1506)
- Karel II. (císař Karel V./Karel I. Španělský) 1506–1555
- Filip V. (Filip II. Španělský) 1555–1598
- Filip VI. (Filip III. Španělský) 1598–1621
- Filip VII. (Filip IV. Španělský) 1621–1665
- Karel III. (Karel II. Španělský) 1665–1700

### Bourboni, nárokování titulu (1700–1713)
Titul burgundského vévody si krátce nárokoval král Filip V. Španělský (Filip VIII.) z rodu Bourbonů. V té době používali tento titul i různí členové francouzské království rodiny, zvláště princ Ludvík.

### Habsburkové (1713–1795)
- Karel IV. (císař Karel VI. 1713–1740
- Marie Terezie 1740–1780
  - František I. Štěpán Lotrinský (1740–1765 s manželkou)
- císař Josef II. 1780–1790
- císař Leopold II. 1790–1792
- císař František I. Rakouský 1792–1795

### Bourboni, obnovení titulu (1975–dosud)
- Juan Carlos I. (1975–2014)
- Filip VI. Španělský (2014–dosud)
- Ludvík Bourbonský, vévoda z Anjou (2010–dosud)